# Michelangelo: The Last Giant
Michelangelo: The Last Giant è un documentario del 1966 diretto da Tom Priestley e basato sulla vita del pittore italiano Michelangelo Buonarroti.